# Agano (miasto)
Agano (jap. 阿賀野市 Agano-shi) – miasto w Japonii, w prefekturze Niigata, na wyspie Honsiu, nad rzeką Agano.

## Położenie
Miasto leży w środkowej części prefektury nad  rzeką Agano. Miasto graniczy z:
- Shibata
- Gosen
- Niigata

## Transport

### Kolejowy
Przez miasto przebiega linia JR Uetsu, na której znajdują się trzy stacje kolejowe: Kyogase, Suibara oraz Kamiyama.

### Drogowy
- Autostrada Ban'etsu
- Droga krajowa nr 49, 290, 459, 460.